# Etcheverrius antarcticus
Etcheverrius antarcticus är en fjärilsart som beskrevs av Paul Mabille. Etcheverrius antarcticus ingår i släktet Etcheverrius och familjen praktfjärilar. Inga underarter finns listade i Catalogue of Life.